# Wilhelm von Schröder
Wilhelm von Schröder (15. november 1640 – oktober 1688) var en merkantilistisk og kameralistisk økonom ved den tysk-romerske kejser Leopold 1.s hof i Wien.

## Liv
Wilhelm von Schröder var blev født i Königsberg. Hans forældre hed Wilhelm Schrötter og Anna Katharina. Faderen var fra 1660 til 1663 kansler hos hertug Ernst af Sachsen i Gotha.
Schröder gik på det fyrstelige gymnasium i Gotha og begyndte 1659 at studere jura på universitetet i Jena. Han afbrød allerede studierne i 1660 da han tog på en rejse til Holland og Englands handels- og videnskabscentre og der ehvervede betydelige kundskaber. Hans hovedinteresse var hovedsageligt statskundskab og erhvervsøkonomi, men han interesserede sig også for naturvidenskaben og særligt for alkymien. Han blev medlem af det engelske "Royal Society of London for the improving of natural knowledge" i 1662.
1663 mislykkedes hans forsøg på at genoptage studiet i Jena, da hans statsfilosofiske disputats blev afvist. Det vides ikke hvad han lavede indtil han kom østrigsk tjeneste, men efter at have konverteret til katolicismen i 1673 tilbød han sin tjeneste hos kejser Leopold 1. og han berettede 1675-1677 fra London om de nye handelsreformer og talte for deres indførsel i kejserriget.
I 1677 fik han udvirket at få overdraget Wiens Kunst- og manufakturhus i Tabor, en statslig mønstervirksomhed for indførelse af uld-, silkemanufaktur, glasarbejde og læreværksted for kommende manufakturer, et projekt begyndt af Johann Joachim Becher. Af juridiske årsager blev huset lukket i 1681 og det nedbrændte helt under osmannernes belejring af Wien 1683.
Han var kammerråd for Kaschau og Preßburg fra 1687 til sin død.

## Økonomiske tanker
Wilhelm von Schröders fortjeneste ligger i hans forsøg med at videføre de merkatinislistiske og kameralistiske idéer ved wienerhoffet som Philipp von Hörnigk og Johann Joachim Becher havde begyndt.
I sine skrifter fremhævede han det standpunkt at det var statens som skulle styre og udvikle det økonomiske liv, hvilket fik den økonomiske historiker Heinrich von Srbik til at betegne ham som en absolutist og fiskalist. 
Hans hovedværk Fürstliche Schatz- und Rentkammer ("Det fyrstelige skat- og rentekammer", 1686) var ved året 1835 udkommet i 8 oplag og er en af sin tids nationaløkonomiske klassikere.

## Værker
- Discursus iuris publici de potestate circa sacra in Imperio Romano-Germanico, Jena, 1660.
- Dissertatio accademica cuius prima pars De ratione status, secunda De nobilitate, tertia De ministrissimo, quam pro more consueto praeside, Jena, 1663. Hans ikke godkendte disputats.
- Nothwendiger Unterricht vom Goldmachen, denen Buccinatoribus oder so sich selbst nennenden foederatis hermeticis auf ihre drey Epistel zur freundlichen Nachricht, 1684.
- Fürstliche Schatz- und Rentkammer, Leipzig, 1686.